# Vallée Antrona
Pour les articles homonymes, voir Antrona.
La vallée Antrona (en italien Valle Antrona)  est l'une des sept vallées latérales du val d'Ossola, dans la province du Verbano-Cusio-Ossola, au Piémont, en Italie. La vallée est irriguée par la rivière Ovesca qui se jette dans la Tosa, tributaire du Pô.
Elle donne son nom à la Comunità montana Valle Antrona comprenant les cinq communes d'Antrona Schieranco, Montescheno, Seppiana, Viganella et Villadossola.